# Plectus geophilus
Plectus geophilus är en rundmaskart som beskrevs av De Man 1880. Plectus geophilus ingår i släktet Plectus och familjen Plectidae. Inga underarter finns listade i Catalogue of Life.